# 小行星1929
小行星1929（1929 Kollaa）是於1939年1月20日在芬蘭的圖爾庫被爾約·維薩拉發現的一顆主帶小行星。
該小行星以1939/40年冬季戰爭期間爆發柯拉戰役的俄羅斯河流柯拉河命名。
它是一顆V-型小行星，並且已被確定是有著堆積結構eucrite隕石的血統，顯示他是起源於灶神星的地殼。

## 外部連結
- JPL Small-Body Database Browser on 1929 Kollaa （页面存档备份，存于）